# Rani Mukherjee
Pour les articles homonymes, voir Mukherjee.
Rani Mukherjee (bengali : রাণী মুখার্জী), écrit Mukherji puis Mukerji, est une actrice de Bollywood d'origine bengali, née le 21 mars 1978.
Tout comme sa cousine, Kajol, Rani Mukherjee fait partie de la famille Mukherjee-Samarth, éminente au sein du cinéma indien. Son père est le cinéaste Ram Mukherjee et sa tante maternelle est l'actrice Debashree Roy. Elle fait sa première expérience cinématographique sous la direction de son père dans un petit film bengali à 14 ans intitulé Biyar Phool avant de faire ses vrais débuts cinq ans plus tard dans Raja Ki Aayegi Baraat (1997) qui est un flop. Mais elle capte l'attention de l'acteur Aamir Khan qui en fait sa partenaire dans le hit Ghulam, ainsi que celle du réalisateur Karan Johar, qui lui offre le rôle de Tina dans Laisse parler ton cœur, face à Shahrukh Khan et Kajol. Rani Mukherjee accède ainsi à la célébrité et reçoit pour ce film le Filmfare Award du meilleur second rôle féminin.
Entre 1999 et 2001, elle multiplie les tournages, sans qu'aucun de ses films n'attirent l'attention avant de retrouver les faveurs du public et des critiques pour son rôle dans Saathiya (2002) qui lui vaut le Filmfare Award de la meilleure actrice décerné par les critiques. En 2005, elle est sacrée à la fois Meilleure actrice pour son rôle de jeune femme reprenant goût à la vie dans la romance Hum Tum (2004) et Meilleur second rôle féminin pour ses rôles de femme battue dans le drame Yuva (id.) de Mani Ratnam et d'avocate pakistanaise dans le drame romantique Veer-Zaara (id.) de Yash Chopra lors des Filmfare Awards 2005 pour le premier et IIFA Awards 2005 pour le second. L'année suivante, elle remporte de nouveau le Filmfare Award de la meilleure actrice et le Filmfare Award de la meilleure actrice décerné par les critiques pour son rôle d'aveugle sourde-muette face à Amitabh Bachchan dans Black de Sanjay Leela Bhansali.
La fin des années 2000 est plus terne pour l'actrice qui ne renoue avec le succès qu'avec No One Killed Jessica (2011), drame inspiré d'un fait divers.
Le 21 avril 2014 elle épouse le producteur, réalisateur et scénariste Aditya Chopra dont elle a une fille nommée Adira.

## Jeunesse et vie privée
Rani Mukherjee est née le 21 mars 1978 à Bombai, au sein d'une famille bengali. Son père, Ram  Mukherjee est réalisateur et le fondateur des studios Filmalaya, sa mère, Krishna, est chanteuse de play-back. Son frère Raja suit les pas de son père en exerçant l'activité de réalisateur. Rani Mukherjee est la cousine de l'actrice Kajol.
Elle étudie à la Maneckji Cooper High School, puis à l'université SNDT Woman à Bombay tout en suivant des cours de danse odissi.
En 1994, le producteur Salim Akhtar propose à Rani Mukherjee un rôle dans Aa Gale Lag Jaa qu'elle refuse face à la réticence de son père qui l'estime trop jeune ; néanmoins quelques années plus tard elle se lance dans l'industrie de Bollywood avec le soutien de ses parents.
Le 21 avril 2014, elle épouse Aditya Chopra, réalisateur, scénariste et producteur. Elle donne naissance à une fille le 9 décembre 2015, Adira (contraction du prénom de son époux Aditya Chopra et du sien).

## Carrière
Débuts (1996-2001)

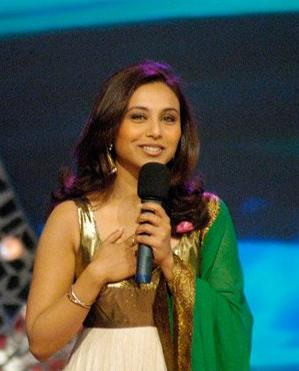
Rani Mukerji à Amul STAR Voice of India en 2007

En 1996, bénéficiant de ses références familiales, elle obtient un petit rôle dans Raja Ki Ayegi Baraat. En 1997, elle apparaît dans Ghulam, sa voix rauque cependant est doublée dans ce film dont le succès est dû à l'acteur Aamir Khan qui y tient le rôle principal.
Ce n'est qu'avec Laisse parler ton cœur (Karan Johar, 1998), devenu par la suite un classique, que Rani Mukherjee décroche son premier rôle marquant même si elle manque encore d'assurance face au couple star, Shahrukh Khan et Kajol. Elle enchaîne ensuite jusqu'en 2001 des films de qualité inégale. Sortis au cours de cette période, les films qu'elle tourne avec Salman Khan et Preity Zinta tels que Har Dil Jo Pyar Karega... (Raj Kanwar, 2000), Chori Chori Chupke Chupke (Abbas-Mastan, 2001) ou encore Hey Ram de et avec Kamal Hassan sont les plus intéressants.
En 2001, l'immense succès de Kabhi Khushi Kabhie Gham (Karan Johar), avec Shahrukh Khan et Kajol, relance sa carrière.
Succès (2002-2006)
En 2002, Shaad Ali lui offre un rôle dans Saathiya aux côtés de Vivek Oberoi. Y tenant le premier rôle, elle remporte une véritable reconnaissance artistique et se voit décerner le Filmfare Award de la meilleure actrice pour l'année 2002. Elle remplace ensuite Aishwarya Rai sur le tournage de Chalte Chalte (Aziz Mirza, 2003) et rejoint le casting de LOC Kargil (J.P. Dutta, 2003).
En 2004, les trois films dans lesquels elle apparaît sont accueillis chaleureusement : Yuva, de Mani Ratnam ; Hum Tum, de Kunal Kohli ; Veer-Zaara, de Yash Chopra. Elle participe par ailleurs à la tournée Temptation 2004, un spectacle de Shah Rukh Khan qui permet d'apprécier les acteurs de Bollywood sur scène. L'année 2005 est celle de la consécration. L'actrice est particulièrement mise à l'honneur lors de la cérémonie de remise des Filmfare Awards : meilleure actrice pour Hum Tum (Kunal Kohli) et meilleur second rôle féminin pour Yuva (Mani Ratnam). Elle remplace au pied levé Aishwarya Rai écartée de Mangal Pandey de Ketan Mehta. Sorti en février 2005, Black (Sanjay Leela Bhansali), dans lequel elle joue aux côtés d'Amitabh Bachchan permet de découvrir une nouvelle facette de son talent : la tragédie.

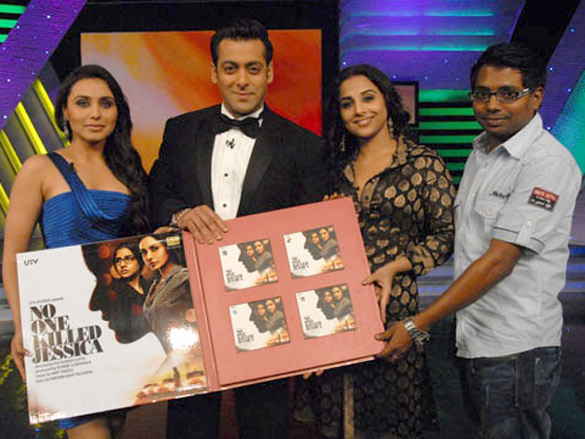
Rani Mukherjee, Salman Khan, Vidya Balan et Rajkumar Gupta lors de la promotion de No One Killed Jessica.

En juillet 2005, elle présente Veer-Zaara, Chalte Chalte, Saathiya et Black au festival de Casablanca. L'année suivante elle est à Paris pour l’avant-première de Veer-Zaara en compagnie de Shahrukh Khan, Preity Zinta et Yash Chopra en ouverture de la Bollywood Week 2006.
Au milieu des années 2000, à force de travail et de persévérance, Rani Mukherjee, que l'on surnomme la Reine de Bollywood s'est hissée à un niveau de popularité presque comparable à celui atteint par de prestigieuses actrices telles que Madhuri Dixit et Kajol. De 2004 à 2006, le magazine Filmfare la classe dans les dix personnalités les plus importantes du cinéma de Bollywood.
Depuis 2007
Cependant, bien que variés, les choix de l'actrice dans les années 2007 à 2009 s'avèrent moins propices, Saawariya (Sanjay Leela Bhansali),  Laaga Chunari Mein Daag (Pradeep Sarkar), Thoda Pyaar Thoda Magic (Kunal Kohli) et Dil Bole Haddipa (Anurag Singh) reçoivent un accueil public et critique mitigé, voire négatif.
Début 2011, on retrouve Rani Mukherjee dans No One Killed Jessica, basé sur le meurtre de Jessica Lal puis l’acquittement de son assassin, une affaire qui suscite l'indignation populaire. Le film est dirigé par Rajkumar Gupta et Vidya Balan fait aussi partie du casting ; il permet à l'actrice de renouer avec le succès et la reconnaissance des critiques. Mais cette embellie est de courte durée, l'année suivante Aiyaa, étrillé par la critique, est un échec commercial. Puis, grâce à Talaash: The Answer Lies Within, film noir de Reema Kagti avec Aamir Khan et Kareena Kapoor, elle renoue avec le succès public et critique et reçoit une nomination aux Filmfare Awards dans la catégorie meilleure actrice dans un second rôle.

## Filmographie
| Année | Film                                        | Rôle                                | Partenaire(s)                                                | Réalisateur                  | Notes                                                  |
| ----- | ------------------------------------------- | ----------------------------------- | ------------------------------------------------------------ | ---------------------------- | ------------------------------------------------------ |
| 1996  | Biyer Phool                                 | Rimi                                |                                                              | Ram Mukherjee                | Film bengali                                           |
| 1997  | Raja Ki Aayegi Baraat                       | Mala                                | Shadaab Khan                                                 | Ashok Gaikwad                |                                                        |
| 1998  | Ghulam                                      | Alisha                              | Aamir Khan                                                   | Vikram Bhatt et Mukesh Bhatt |                                                        |
| 1998  | Laisse parler ton cœur (Kuch Kuch Hota Hai) | Tina Malhotra                       | Shahrukh Khan, Kajol                                         | Karan Johar                  |                                                        |
| 1998  | Mehndi                                      | Pooja                               | Faraaz Khan                                                  | Hamid Ali Khan               |                                                        |
| 1999  | Mann                                        |                                     |                                                              |                              | Item number dans la chanson Kaali Naagin Ke            |
| 1999  | Hello Brother                               | Rani                                | Salman Khan, Arbaaz Khan                                     | Sohail Khan                  |                                                        |
| 2000  | Badal                                       | Rani                                | Bobby Deol                                                   | Raj Kanwar                   |                                                        |
| 2000  | Hey Ram                                     | Aparna Ram                          | Kamal Haasan, Shah Rukh Khan                                 | Kamal Haasan                 | Film tamoul                                            |
| 2000  | Hadh Kar Di Aapne                           | Anjali Khanna                       | Govinda                                                      | Manoj Agrawal                |                                                        |
| 2000  | Bichhoo                                     | Kiran Bali                          | Bobby Deol                                                   | Guddu Dhanoa                 |                                                        |
| 2000  | Har Dil Jo Pyar Karega                      | Pooja Oberoi                        | Salman Khan, Preity Zinta                                    | Raj Kanwar                   |                                                        |
| 2000  | Kahin Pyaar Na Ho Jaaye                     | Priya Sharma                        | Salman Khan                                                  | K. Muralimohana Rao          |                                                        |
| 2001  | Chori Chori Chupke Chupke                   | Priya Malhotra                      | Salman Khan, Preity Zinta                                    | Abbas-Mustan                 |                                                        |
| 2001  | Bas Itna Sa Khwaab Hai                      | Pooja Shrivastav                    | Abhishek Bachchan                                            | Goldie Behl                  |                                                        |
| 2001  | Nayak: The Real Hero                        | Manjari                             | Anil Kapoor                                                  | S. Shankar                   |                                                        |
| 2001  | Kabhi Khushi Kabhie Gham                    | Naina Kapoor                        |                                                              | Karan Johar                  | Cameo                                                  |
| 2002  | Pyaar Diwana Hota Hai                       | Payal Khuranna                      | Govinda                                                      | Kirti Kumar                  |                                                        |
| 2002  | Mujhse Dosti Karoge!                        | Pooja Sahani                        | Hrithik Roshan, Kareena Kapoor                               | Kunal Kohli                  |                                                        |
| 2002  | Saathiya                                    | Dr. Suhani Sharma/Sehgal            | Vivek Oberoi                                                 | Shaad Ali                    |                                                        |
| 2002  | Chalo Ishq Ladaaye                          | Sapna                               | Govinda                                                      | Aziz Sejawal                 |                                                        |
| 2003  | Chalte Chalte                               | Priya Chopra                        | Shahrukh Khan                                                | Aziz Mirza                   |                                                        |
| 2003  | Chori Chori                                 | Khushi Malhotra                     | Ajay Devgan, Sonali Bendre                                   | Milan Luthria                |                                                        |
| 2003  | Calcutta Mail                               | Reema/Bulbul                        | Anil Kapoor, Manisha Koirala                                 | Sudhir Mishra                |                                                        |
| 2003  | Kal Ho Naa Ho                               |                                     |                                                              | Nikhil Advani                | Item number dans la chanson Mahi Ve                    |
| 2003  | LOC Kargil                                  | Hema                                | Ajay Devgan                                                  | J.P. Dutta                   |                                                        |
| 2004  | Yuva                                        | Sashi Biswas                        | Abhishek Bachchan                                            | Mani Ratnam                  |                                                        |
| 2004  | Hum Tum                                     | Rhea Prakash                        | Saif Ali Khan                                                | Kunal Kohli                  |                                                        |
| 2004  | Veer-Zaara                                  | Saamiya Siddiqui                    | Shahrukh Khan, Preity Zinta                                  | Yash Chopra                  |                                                        |
| 2005  | Black                                       | Michelle McNally                    | Amitabh Bachchan                                             | Sanjay Leela Bhansali        |                                                        |
| 2005  | Bunty Aur Babli                             | Vimmi Saluja (Babli)                | Abhishek Bachchan, Amitabh Bachchan                          | Shaad Ali                    |                                                        |
| 2005  | Paheli                                      | Lachchi Bhanwarlal                  | Shahrukh Khan                                                | Amol Palekar                 |                                                        |
| 2005  | Mangal Pandey: The Rising                   | Heera                               | Aamir Khan                                                   | Ketan Mehta                  |                                                        |
| 2006  | Kabhi Alvida Naa Kehna                      | Maya Talwar                         | Shahrukh Khan, Abhishek Bachchan                             | Karan Johar                  |                                                        |
| 2006  | Baabul                                      | Malvika "Milli" Talwar/Kapoor       | Salman Khan, John Abraham                                    | Ravi Chopra                  |                                                        |
| 2007  | Ta Ra Rum Pum                               | Radhika Shekar Rai Banerjee (Shona) | Saif Ali Khan                                                | Siddharth Anand              |                                                        |
| 2007  | Laaga Chunari Mein Daag                     | Vibhavari Sahay (Badki)/Natasha     | Konkona Sen Sharma, Jaya Bachchan, Anupam Kher, Kunal Kapoor | Pradeep Sarkar               |                                                        |
| 2007  | Saawariya                                   | Gulabji                             |                                                              | Sanjay Leela Bhansali        |                                                        |
| 2007  | Om Shanti Om                                | Elle-même                           |                                                              | Farah Khan                   | Item number dans la chanson Deewangi Deewangi          |
| 2008  | Thoda Pyaar Thoda Magic                     | Geeta                               | Saif Ali Khan, Rishi Kapoor                                  | Kunal Kohli                  |                                                        |
| 2008  | Rab Ne Bana Di Jodi                         |                                     |                                                              | Aditya Chopra                | Item number dans la chanson Phir Milenge Chalte Chalte |
| 2009  | Luck by Chance                              | Elle-même                           |                                                              | Zoya Akhtar                  | Participation exceptionnelle                           |
| 2009  | Dil Bole Hadippa                            | Veera Kaur/Veer Pratap Singh        | Shahid Kapoor                                                | Anurag Singh                 |                                                        |
| 2011  | No One Killed Jessica                       | Meera Gaity                         | Vidya Balan                                                  | Raj Kumar Gupta              |                                                        |
| 2012  | Aiyyaa                                      | Meenakshi Deshpande                 | Prithviraj Sukurman                                          | Sachin Kundalkar             |                                                        |
| 2012  | Talaash: The Answer Lies Within             | Roshni Shekhawat                    | Aamir Khan, Kareena Kapoor                                   | Reema Kagti                  |                                                        |
| 2013  | Bombay Talkies                              | Gayatari                            | Randeep Hooda                                                | Karan Johar                  |                                                        |
| 2014  | Mardaani                                    | Shivani Shivaji Roy                 | Jisshu Sengupta                                              | Pradeep Sarkar               |                                                        |

Hichki(film, 2018)|Bombay

## Récompenses
Filmfare Awards
Rani Mukherjee est la seule actrice à avoir remporté les trophées de la meilleure actrice et du meilleur second rôle la même année (2005). Elle est aussi la seule actrice à recevoir pour le même film, Black, les deux prix de la meilleure actrice (prix du public et prix des critiques).
Lauréate
- 1999 : Meilleure actrice dans un second rôle pour Laisse parler ton cœur
- 2003 : Filmfare Award de la meilleure actrice décerné par les critiques pour Saathiya
- 2005 : Meilleure actrice pour Hum Tum et Meilleure actrice dans un second rôle pour Yuva
- 2006 : Meilleure actrice pour Black ; Filmfare Award de la meilleure actrice décerné par les critiques pour Black
- 2012 : Meilleure actrice dans un second rôle pour No One Killed Jessica

Nommée

2001 : Meilleure actrice dans un second rôle pour Har Dil Jo Pyar Karega ; 2004 : Meilleure actrice pour Chalte Chalte ; 2005 : Meilleure actrice dans un second rôle pour Veer-Zaara ; 2006 : Meilleure actrice pour Bunty Aur Babli ; 2007 : Meilleure actrice pour Kabhi Alvida Naa Kehna ; 2008 : Meilleure actrice pour Laaga Chunari Mein Daag ; 2008 : Meilleure actrice dans un second rôle pour Saawariya ; 2013 : Meilleure actrice dans un second rôle pour Talaash: The Answer Lies Within
IIFA Awards
Lauréate
- 2005 : Meilleure actrice pour Hum Tum et meilleur second rôle féminin pour Veer-Zaara
- 2006 : Meilleure actrice pour Black
- 2007 : Meilleure actrice pour Kabhi Alvida Naa Kehna

Nommée

2003 : Meilleure actrice pour Saathiya ; 2004 : Meilleure actrice pour Chalte Chalte ; 2005 : Meilleur second rôle féminin pour Yuva ; 2006 : Meilleure actrice pour Bunty Aur Babli
Zee Cine Awards
Lauréate
- 1999 : Meilleur second rôle féminin pour Laisse parler ton cœur
- 1999 : Meilleure espoir féminin pour Ghulam et Laisse parler ton cœur
- 2005 : Meilleure actrice pour Hum Tum
- 2006 : Meilleure actrice pour Black

Nommée

2003 : Meilleure actrice pour Saathiya ; 2004 : Meilleure actrice pour Chalte Chalte ; 2005 : Meilleur second rôle féminin pour Yuva ; 2006 : Meilleure actrice pour Bunty Aur Babli ; 2007 : Meilleure actrice pour Kabhi Alvida Naa Kehna
Stardust Awards
Lauréate
- 2006 : Star féminine de l'année pour Black

Nommée

2004 : Star féminine de l'année pour Chalte Chalte ; 2005 : Meilleur second rôle féminin pour Yuva ; 2005 : Star féminine de l'année pour Hum Tum ; 2006 : Star féminine de l'année pour Bunty Aur Babli ; 2007 : Star féminine de l'année pour Kabhi Alvida Naa Kehna ; 2008 : Star féminine de l'année pour Laaga Chunari Mein Daag ; 2008 : Meilleur second rôle féminin pour Saawariya ; 2009 : Star féminine de l'année pour Dil Bole Hadippa
Global Indian Film Awards
Lauréate
- 2005 : Meilleure actrice pour Hum Tum

Star Screen Awards
Lauréate
- 1997 : Meilleur nouveau talent pour Raja Ki Aayegi Baraat
- 2003 : Prix spécial du jury pour Saathiya
- 2005 : Star Screen Award de la meilleure actrice pour Hum Tum et Star Screen Award du meilleur second rôle féminin pour Yuva
- 2006 : Star Screen Award de la meilleure actrice pour Black et Star Screen Award Jodi No. 1 (avec Abhishek Bachchan) pour Bunty Aur Babli
- 2007 : Star Screen Award Jodi No. 1 (avec Shahrukh Khan) pour KANK

Nommée

2003 : Star Screen Award de la meilleure actrice pour Saathiya ; 2004 : Star Screen Award de la meilleure actrice pour Chalte Chalte ; 2005 : Star Screen Award du meilleur second rôle féminin pour Veer-Zaara ; 2005 : Star Screen Award Jodi No. 1 (avec Abhishek Bachchan) pour Yuva
Bollywood Movie Awards
Lauréate
- 2003 : Meilleure actrice attribué par les critiques pour Saathiya
- 2005 : Meilleure actrice pour Hum Tum et Meilleur second rôle féminin pour Yuva

Nommée

2003 : Meilleure actrice pour Saathiya ; 2004 : Meilleure actrice pour Chalte Chalte ; 2006 : Meilleure actrice pour Black ; 2007 : Meilleure actrice pour Kabhi Alvida Naa Kehna
Sports World Awards
Lauréate
- 2005 : Meilleure actrice pour Hum Tum, Meilleure second rôle féminin pour Veer-Zaara et Couple de l'année avec Saif Ali Khan pour Hum Tum
- 2006 : Meilleure actrice pour Black

Anandalok Awards
Lauréate
- 2003 : Meilleure actrice pour Saathiya
- 2005 : Meilleure actrice pour Hum Tum
- 2006 : Meilleure actrice pour Black
- 2010 : Meilleure actrice attribué par les critiques pour Dil Bole Hadippa

Star's Sabsey Favourite Kaun Awards
- 2005 : Meilleure héroïne pour Hum Tum et Veer-Zaara
- 2005 : Meilleure héroïne pour Hum Tum
- 2007 : Meilleure héroïne pour Kabhi Alvida Naa Kehna
- 2008 : Meilleure héroïne pour Tara Rum Pum et Laaga Chunari Mein Daag (partagée avec Katrina Kaif)

Autres récompenses
- Meilleure actrice pour Har Dil Jo Pyar Karega... (Aashirwaad) (2001)
- Performance de l'année pour Saathiya (Sansui) (2003)
- Meilleure actrice pour Hum Tum (Cinegoers)
- Meilleure actrice dans un second rôle pour Veer-Zaara (Cinegoers) (2005)